# Popevka 2023
46. festival Popevka je potekal 9. septembra 2023 v studiu 1 Televizije Slovenija v enem tekmovalnem večeru z neposrednim prenosom na RTV Slovenija. Vodili sta ga Helena Blagne in Raiven.

## Vabilo za sodelovanje
Zbiranje prijav je trajalo od 4. februarja do 1. aprila 2023. Vabilo je med drugim določalo:
- da morajo biti izvajalci na dan 1. septembra 2023 stari najmanj 16 let,
- da so prijavljene skladbe lahko dolge največ tri minute in pol ter da mora biti besedilo v slovenskem jeziku,
- da mora biti skladba izvirna, tako v celoti kot v posameznih delih, ter predhodno ne sme biti priobčena javnosti ali javno izvedena.

Poleg prijavljenih skladb si RTV Slovenija pridržuje pravico, da določeno število avtorjev oziroma izvajalcev k sodelovanju povabi neposredno.
Strokovna komisija v sestavi Mie Guček, Anje Rupel, Gašperja Salobirja in Gregorja Stermeckega je izmed 101 prijave za festival izbrala 12 skladb (na podlagi sistema razvrščanja v tri skupine: primerne, morebiti primerne in neprimerne skladbe). Določili so tudi rezervno skladbo (»Ko bi znal« (Miša Čermak), Gregor Ravnik).

## Tekmovalne skladbe
| #   | Izvajalec       | Naslov                    | Avtorji glasbe in besedila                                                          |
| --- | --------------- | ------------------------- | ----------------------------------------------------------------------------------- |
| 1.  | Anika Horvat    | »Na polno«                | Patrik Greblo (ga), Leon Oblak (b), Benjamin Vukovič (a), Anika Horvat (a)          |
| 2.  | Canegatto       | »Nekaj lahkega«           | Andraž Gartner (gb), Lenart Krečič (a)                                              |
| 3.  | Kataya          | »Ko vidiš me srečno«      | Alex Volasko (gb), Jean Markič (a)                                                  |
| 4.  | Baba'n'Dica     | »Vodana«                  | Zvezdana Novakovič (gb), Danijel Bogataj (g), Nils Rošker (g), Izidor Leitinger (a) |
| 5.  | Manouche        | »Čas nazaj si zavrtiva«   | Robert Pikl (gb), Matija Krečič (a)                                                 |
| 6.  | Sara Lamprečnik | »Ob svitu«                | Jernej Kržič (g), Miha Gorše (g), Katja Sever Kržič (b), Leon Firšt (a)             |
| 7.  | Nina Grilc      | »Ni isto«                 | Uroš Buh (g), Jure Novak (b), Rok Jurečič (a)                                       |
| 8.  | Alex Volasko    | »Oda Ljubljanskemu gradu« | Alex Volasko (gb), Rok Jurečič (a), Nina Pečar (a)                                  |
| 9.  | Nino Ošlak      | »Med nama«                | Nino Ošlak (gba), Patrik Greblo (a)                                                 |
| 10. | Eva Hren        | »Kako zveni pomlad«       | Žiga Pirnat (gba)                                                                   |
| 11. | Parvani Violet  | »Plamen«                  | Veronika Steiner (gb), Jean Markič (a)                                              |
| 12. | Oto Pestner     | »Spomin na te«            | Oto Pestner (ga), Emilija Bezinović (b)                                             |

Izvajalci so skupaj z lastnimi spremljevalnimi vokalisti skladbe izvedli v živo ob spremljavi revijskega orkestra RTV Slovenija ali z lastnim ansamblom (bandom), če gre za glasbeno skupino.

## Nagrade
Nagrade strokovne žirije
- velika nagrada za najboljšo skladbo v celoti: »Kako zveni pomlad« v izvedbi Eve Hren
- nagrada za najboljše besedilo: Zvezdana Novaković za pesem »Vodana«
- nagrada za najboljšo interpretacijo: Oto Pestner
- nagrada za najboljšo priredbo: Matija Krečič
- nagrada za mladega obetavnega avtorja ali izvajalca: Sara Lamprečnik

Strokovno žirijo so sestavljali Gašper Salobir, Matej Jevnišek, Janez Hace, Boris Benko in Gregor Strasbergar - Štras.
Velika nagrada občinstva (zmagovalna skladba festivala − naziv popevka leta 2023; nagrado prejme izvajalec)
- »Med nama« v izvedbi Nina Ošlaka

| Mesto | Skladba (izvajalec)                    | Št. glasov |
| ----- | -------------------------------------- | ---------- |
| 1.    | Med nama (Nino Ošlak)                  | 433        |
| 2.    | Kako zveni pomlad (Eva Hren)           | 391        |
| 3.    | Spomin na te (Oto Pestner)             | 288        |
| 4.    | Na polno (Anika Horvat)                | 138        |
| 5.    | Ob svitu (Sara Lamprečnik)             | 134        |
| 6.    | Vodana (Baba'n'Dica)                   | 125        |
| 7.    | Ni isto (Nina Grilc)                   | 125        |
| 8.    | Oda Ljubljanskemu gradu (Alex Volasko) | 85         |
| 9.    | Čas nazaj zavrtiva (Manouche)          | 79         |
| 10.   | Ko vidiš me srečno (Kataya)            | 75         |
| 11.   | Plamen (Parvani Violet)                | 42         |
| 12.   | Nekaj lahkega (Canegatto)              | 38         |